# Circuit de Manfeild
El circuit de Manfeild, anomenat oficialment, en anglès, Manfeild: Circuit Chris Amon i antigament, Manfeild Autocourse, és un circuit de curses situat a Feilding, a la regió Manawatu-Wanganui de l'illa del Nord de Nova Zelanda. El nom actual, adoptat el 25 de novembre del 2016, és un homenatge al pilot de Fórmula 1 neozelandès Chris Amon, mort pocs mesos abans.
L'inicial Manfeild Autocourse, construït pel Manawatu Car Club Incorporated, tenia una longitud de 3,033 km i va acollir la seva primera cursa el 1973. Era una instal·lació dissenyada per a permetre gaudir d'una visió completa de la cursa als espectadors. L'última ampliació, amb què es va assolir la configuració actual de 4,5 km, va tenir lloc el 1990. El circuit ha acollit, entre d'altres, curses del campionat del Món de Superbike durant les primeres edicions del campionat (totes elles disputades a la versió original del traçat). Ha estat seu també del Gran Premi de Nova Zelanda d'automobilisme.

## Configuracions del traçat

Circuit complet (sentit horari)
Circuit de Gran Premi curt (sentit horari)
Circuit complet (sentit antihorari)